# Tren Saltillo-Nuevo Laredo
El Tren Saltillo–Nuevo Laredo es un proyecto de trenes de pasajeros que conectará por la ciudad de Saltillo en Coahuila con la Ciudad de Nuevo Laredo en Tamaulipas, pasando por la ciudad de Monterrey en Nuevo León. La propuesta fue presentada por la presidenta Claudia Sheinbaum en noviembre de 2024, como parte de los planes nacionales de infraestructura ferroviaria del 2018 al 2050.
Entre noviembre de 2024 iniciaron estudio de derecho de via, los trabajos de obra se prever listo en agosto y septiembre de 2025 y queden finalizados en 2027.

## Historia

### Antecedentes: Porfiriato
Durante mucho tiempo, el servicio fue brindado por los trenes del Águila Azteca y el Regiomontano, trenes de pasajeros que eran propiedad de Ferrocarriles Nacionales de México.

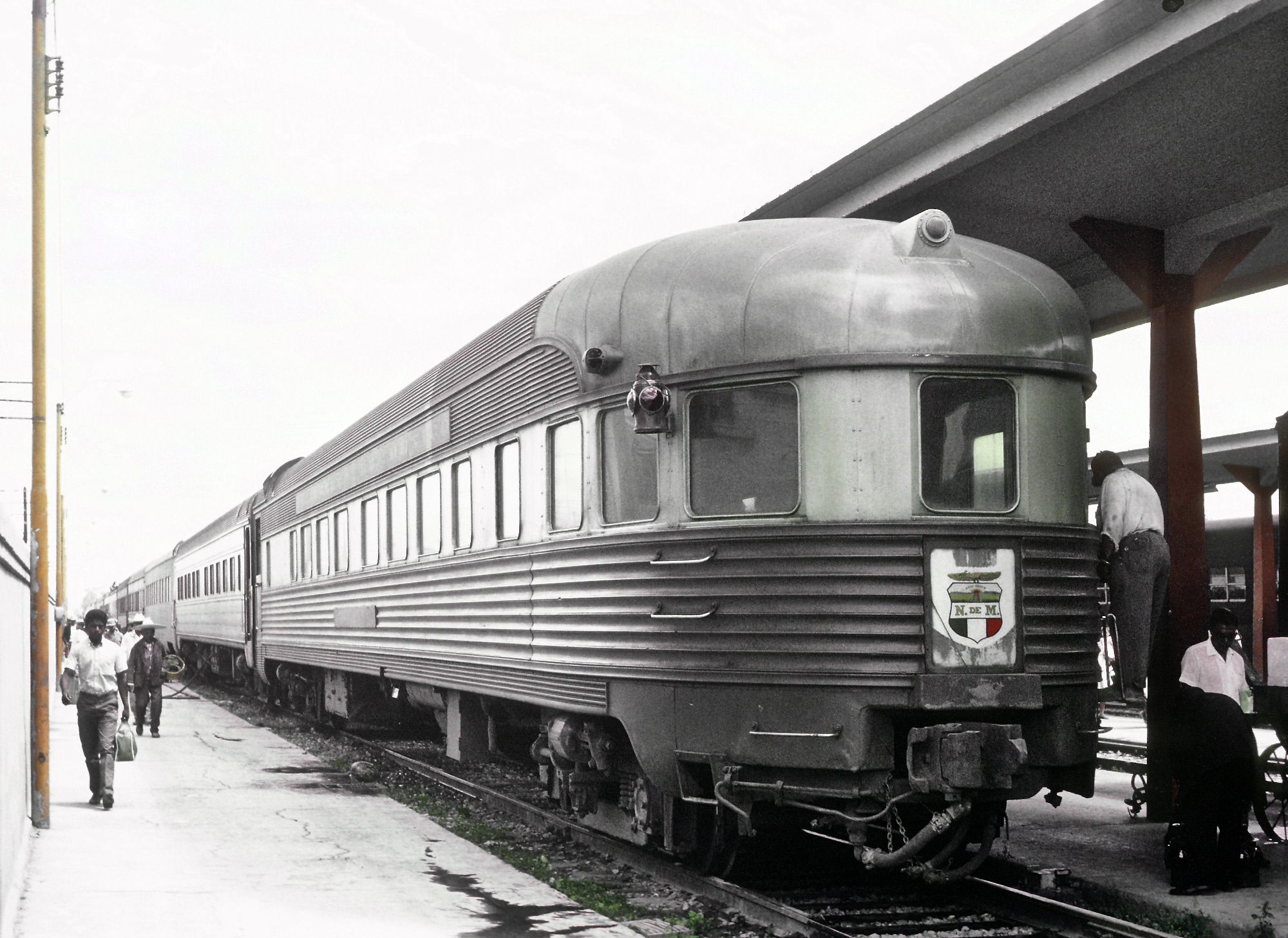
Coche observatorio del Águila Azteca en San Luis Potosí en 1966.

El Regiomontano era considerado un tren de lujo, debido al reducido número de usuarios principalmente de clase media o alta y no brindaba un servicio de transporte masivo. Su recorrido era de 15 horas, y solo hacia escalas intermedias en las principales estaciones como San Luis Potosí y Saltillo.
Mientras que el Águila Azteca brindaba servicio a más estaciones en la misma ruta y no solo llegaba hasta la estación de Monterrey, sino que incluso llegaba a la frontera en Nuevo Laredo, en donde se podía hacer conexión con el Texas Eagle y el Inter-American, los cuales eran trenes de la empresa estadounidense Missouri Pacific.

#### Suspensión de los servicios

Locomotora 7020 del tren El Regiomontano en Buenavista en 1969.

En 1997, tras ser privatizado el servicio por el presidente Ernesto Zedillo, la empresa Kansas City Southern de México finalizó las rutas del Águila Azteca y el Regiomontano indefinidamente en 1997, haciendo que las vías que eran usadas para estos servicios pasaran a ser exclusivamente de carga.

### Reactivación
El 20 de noviembre de 2023, el gobierno de Andrés Manuel López Obrador anuncia un decreto para reactivar siete rutas de trenes de pasajeros, entre las cuales se encontraba la ruta Ciudad de México-San Luis Potosí-Monterrey-Nuevo Laredo. Un mes más tarde Canadian Pacific Kansas City declararía su interés por operar y construir la ruta. La entonces candidata a la presidencia, Claudia Sheinbaum, afirmó que el primer tren de pasajeros que se construiría en su administración sería el de la Ciudad de México a Nuevo Laredo con un total de 1,143 kilómetros y que sería construido por ingenieros militares de la Secretaría de la Defensa Nacional (SEDENA) en conjunto con las empresas que obtuvieran las licitaciones de su administración, mientras que se planteó que los trenes serían construidos en talleres de las empresas armadoras que ya se encuentran en México.

### Propuesta Formal
En septiembre de 2024, Hernán Villareal Rodríguez, titular de la Secretaría de Movilidad y Planeación Urbana de Nuevo León, dijo que apoyarían en dicha ruta pues se compaginaría con el Tren de Alta Velocidad Monterrey-Texas, y agregó que ya se habían asignado recursos para los estudios de adquisición y trazo del derecho de vía. Ese mismo mes el gobernador neoleonés Samuel García Sepúlveda anunció una gira de trabajo en la ciudad de Austin, en la impulsó los proyectos con la posibilidad de extenderse a Dallas.
El proyecto seguirá la ruta similar al antiguo tren El Regiomontano y El Águila Azteca,  los trabajos de construcción del tren comenzarán en julio de 2025 y se espera que finalicen en 2028.

## Características
El tren tendrá una tracción de maquiaria de diésel, una vía doble sin electrificar, tendrá 12 viaductos, 100 puentes y 379.5 Km de corte y terraplén.
Las estaciones son:
- Paradero en Derramadero
- Se espera que cambie al antiguo estación de Saltillo por uno nuevo
- Paradero en Ramos de Arizpe
- Paradero en García
- Paradero en Santa Catarina
- Una nueva estación en Monterrey
- Paradero en Escobedo
- Paradero en Bustamante
- Paradero en Anáhuac
- Nuevo estación en Nuevo Laredo